# Dubečno

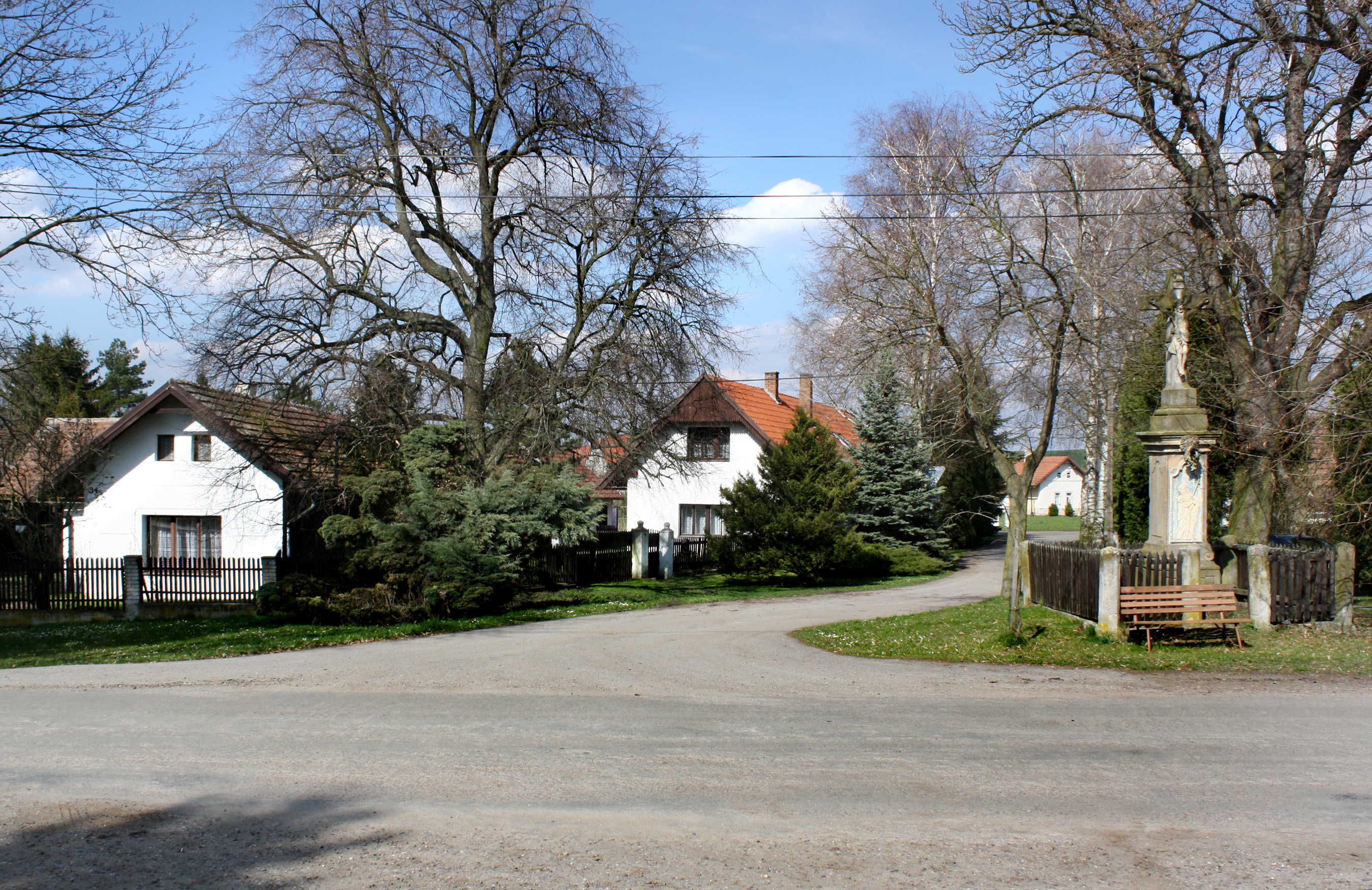
Kněžice, Dubečno

Dubečno (deutsch Dubeczno, auch Dubetschno) ist ein Ortsteil der Gemeinde Kněžice in Tschechien. Er liegt acht Kilometer nördlich von Městec Králové und gehört zum Okres Nymburk.

## Geographie
Dubečno befindet sich auf der Böhmischen Tafel zwischen den Bächen Dubečenský potok, Smíchovský potok und Slukovec. Nördlich erhebt sich die Kuppe Pod Horou (Dubeczno, 249 m).
Nachbarorte sind Židovice im Norden, Chroustov im Nordosten, Dvoříště und Osek im Osten, Kněžice im Süden, Záhornice im Südwesten, Malá Strana und Nová Ves im Westen sowie Běchárky im Nordwesten.

## Geschichte
Die erste schriftliche Erwähnung von Dubečno erfolgte im Jahre 1372 als Karl IV. dem Kloster Opatovice eine Hufe des Dorfes überließ. Aus dem Ortsnamen ist zu schließen, dass der Ort in einem Eichenwald angelegt wurde. Im Laufe seiner Geschichte war Dubečno zusammen mit Osek und Dvořiště immer mit Chroustov verbunden.
Nach der Aufhebung der Patrimonialherrschaften bildete Dubečno ab 1850 eine Gemeinde im Bezirk Poděbrady. Mit Beginn des Jahres 1961 wurde Dubečno nach Kněžice eingemeindet und wurde zugleich dem Okres Nymburk zugeordnet. 1991 hatte der Ort 62 Einwohner. Im Jahre 2001 bestand das Dorf aus 50 Häusern, in denen 34 Menschen lebten.

## Sehenswürdigkeiten
- barocke Statue des hl. Johannes von Nepomuk aus dem 18. Jahrhundert sowie eine Reihe von Pfeilern entlang der Straße nach Kněžice
- sechseckiger Obelisk mit einer Kartusche mit der Relief der Jungfrau Maria und sandsteinernem Kruzifix, errichtet 1767
- Chaluppen in Volksbauweise aus ungebrannten Ziegeln